# Crownfield
Crownfield is een historisch merk van motorfietsen voor dames.
De bedrijfsnaam was: James Perkins, London.
Dit was een Engels merk dat in 1903 en 1904 damesmodellen verkocht met Givaudan- en Kerry-blokken. Er werd ook een model bij Saroléa gebouwd, dat ook door Kerry verkocht werd. Perkins bouwde voor dit model wel onderdelen, zoals de voorvork.